# Wolfgang Hofmann
Wolfgang Hofmann (Köln, 1941. március 30. – Köln, 2020. március 12.) olimpiai ezüstérmes német cselgáncsozó.

## Pályafutása
Az 1964-es tokiói olimpián ezüstérmet szerzett középsúlyban. 1965-ben és 1968-ban Európa-bajnok lett. 1965 és 1970 között négy országos bajnoki címet nyert az NSZK-ban.

## Sikerei, díjai
- Olimpiai játékok
  - ezüstérmes: 1964, Tokió – középsúly
- Európa-bajnokság
  - aranyérmes (2): 1965, 1968
- Nyugatnémet bajnokság
  - bajnok (4): 1965, 1966, 1969, 1970